# Walther Schwieger

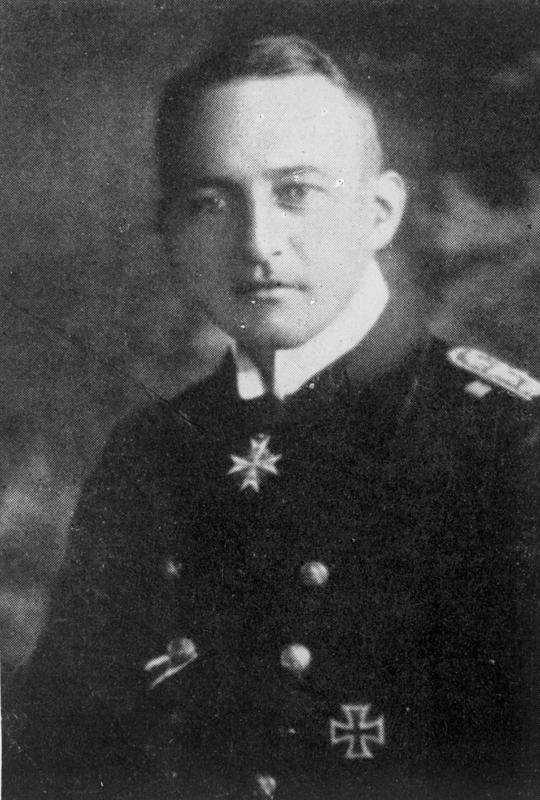
Walther Schwieger mit dem Pour le Mérite (1917)

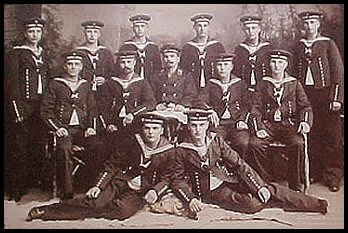
Gruppenfoto der Torpedolehrdivision von Walther Schwieger (unten rechts), 1906

Wilhelm Otto Walther Schwieger (* 7. April 1885 in Berlin; † 5. September 1917 in der Nordsee) war ein deutscher Marineoffizier, der im Ersten Weltkrieg die U-Boote U 14, U 20 und U 88 kommandierte.

## Militärische Laufbahn
Wilhelm Otto Walther Schwieger stammte aus einer angesehenen Berliner Familie. Er war ein Sohn des Gymnasiallehrers und Philologen Paul Schwieger (1850–1904) und seiner Ehefrau Clara geb. Reinke (1861–1927). Im April 1903 trat er als Seekadett in die Kaiserliche Marine ein. 1904 wurde er zum Fähnrich zur See und 1906 zum Leutnant zur See befördert. Ab 1911 diente er bei der U-Bootwaffe. 1912 übernahm er das Kommando von U 14. Nach Ausbruch des Ersten Weltkriegs 1914 wurde er am 19. September zum Kapitänleutnant befördert. Am 16. Dezember desselben Jahres bekam er das Kommando über U 20.
Während seiner siebten Fahrt versenkte Schwieger am 7. Mai 1915 den britischen Passagierdampfer Lusitania der Cunard Line, wobei 1198 Menschen ums Leben kamen. Er sichtete den ostwärts dampfenden Luxusliner um 13.20 Uhr südlich des Kaps Old Head of Kinsale an der südirischen Küste und beobachtete seinen Kurs durch das Periskop. Um 14.10 Uhr gab er den Schießbefehl an seinen Wach- und Torpedooffizier Raimund Weisbach, ohne das Schiff vorher gewarnt zu haben. Binnen achtzehn Minuten ging das große Passagierschiff unter, nur 761 Überlebende wurden gerettet.
Es wurde der Vorwurf erhoben, Schwieger habe völkerrechtswidrig gehandelt. Demnach hätte er nicht nur ein wehrloses Passagierschiff angegriffen, sondern auf das sinkende Schiff noch einen zweiten Torpedo geschossen. Unmittelbar nach dem ersten Torpedotreffer erschütterte eine weitere Explosion das Schiff, die aber möglicherweise durch Munition, Kohlen-, Aluminiumstaub o. Ä. ausgelöst wurde. Schwieger hatte jedoch, nach seinem Kriegstagebuch und einem von den Briten entschlüsselten Funkspruch seines U-Bootes, nur einen Torpedo geschossen. Die Lusitania führte angeblich keine Flagge und hatte eine größere Ladung Munition an Bord.
Wegen dieser Tat wurde Schwieger sofort auf die Alliierten-Liste der Kriegsverbrecher gesetzt und ein entsprechendes Kopfgeld auf ihn ausgesetzt.
Am 4. September 1915 versenkte Schwieger vor der irischen Küste ohne Vorwarnung den kanadischen Passagierdampfer RMS Hesperian der Allan Line, 32 Passagiere kamen ums Leben. Am 4. November 1916 lief U 20, auf der Heimfahrt vom 29. Einsatz, infolge einer Stromversetzung und dichten Nebels, fünf Seemeilen nördlich von Bovbjerg auf Grund. Sämtliche Bergungsversuche scheiterten. Das Boot wurde am nächsten Tag gesprengt. Schwieger hatte mit U 20 auf 21 Fahrten insgesamt 36 Schiffe mit 144.300 BRT versenkt.

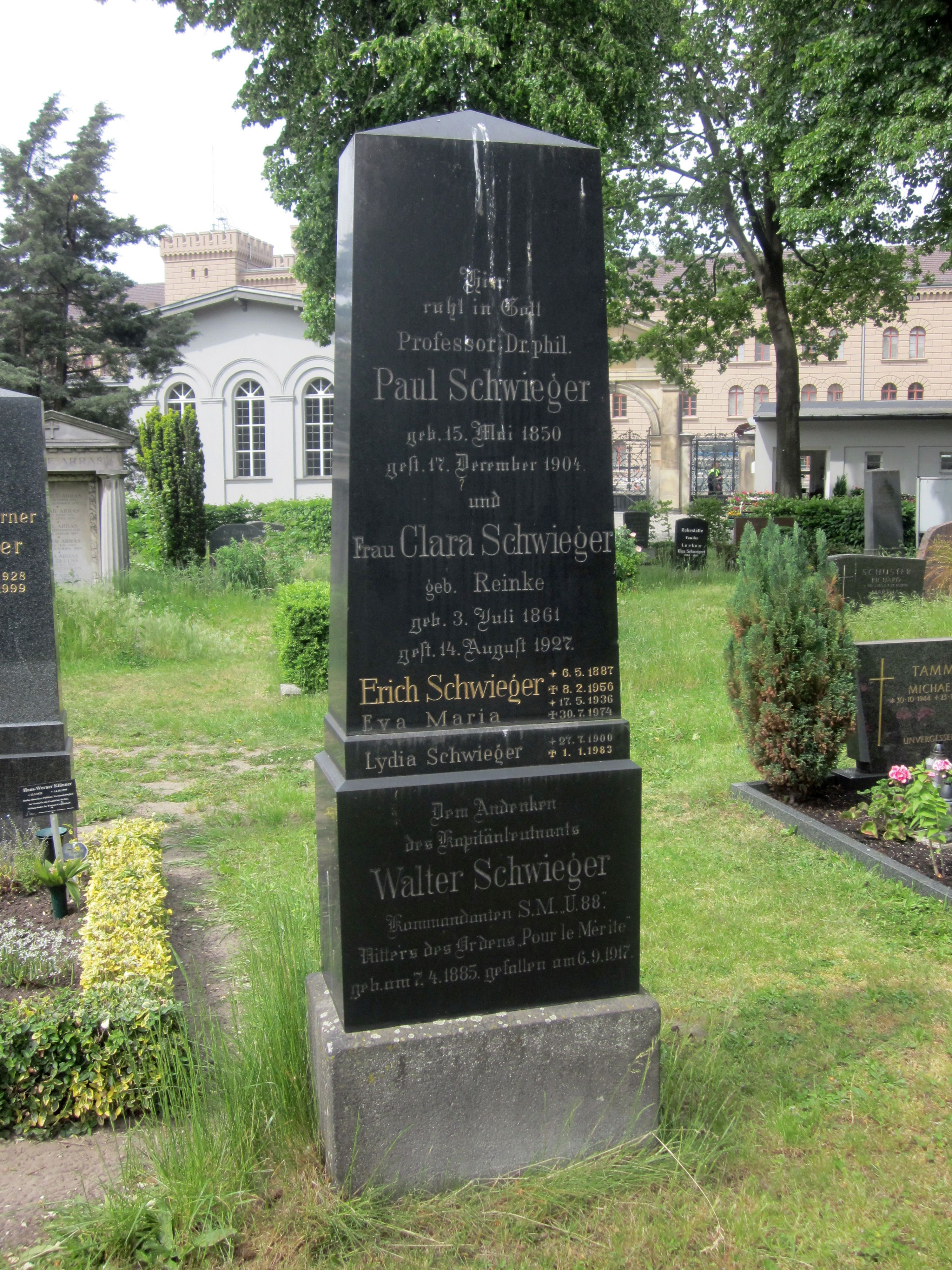
Erbbegräbnis der Familie Schwieger in Berlin-Kreuzberg mit Gedenkinschrift für Walther Schwieger

Am 7. April 1917 stellte Schwieger das neue U 88 in Dienst. Am 5. September 1917 lief dieses Boot zu seiner dritten und letzten Fahrt aus, um in der Biskaya Handelskrieg zu führen. Voraus lief U 54 (Kapitänleutnant Heeseler). Beide Boote benutzten den Auslaufweg Gelb (Weg durch die deutschen Minenfelder). Am späten Abend gerieten sie an dessen Ausgang, nördlich der Insel Terschelling, in ein britisches Minenfeld. Beim Versuch, dieses getaucht zu unterfahren, berührte U 54 das Ankertau einer Mine, fuhr aber klar. Kurz danach vernahm man achteraus zwei Minendetonationen. Seitdem meldete sich U 88 nicht mehr. Es wurde Opfer der britischen Minensperre Nr. 56, die erst kurz zuvor ausgelegt worden war.
Wilhelm Otto Walther Schwieger versenkte von August 1914 bis September 1917 mit drei U-Booten auf 34 Einsätzen insgesamt 49 Schiffe mit 183.883 BRT. Er steht damit an sechster Stelle in der Liste der U-Boot-Kommandanten mit den meisten Versenkungen des Ersten Weltkrieges.
Das Boot U 139 wurde nach Wilhelm Otto Walther Schwieger auch U-Kreuzer Kapitänleutnant Schwieger genannt. Am Grabstein des Erbbegräbnisses seiner Familie auf dem Friedhof III der Jerusalems- und Neuen Kirche in Berlin-Kreuzberg wird an Wilhelm Otto Walther Schwieger erinnert.

## Auszeichnungen
- Kronenorden IV. Klasse[3]
- Eisernes Kreuz (1914) II. und I. Klasse[3]
- Ritterkreuz des Königlichen Hausordens von Hohenzollern mit Schwertern[3]
- Pour le Mérite am 30. Juli 1917